# Christian Landenberger

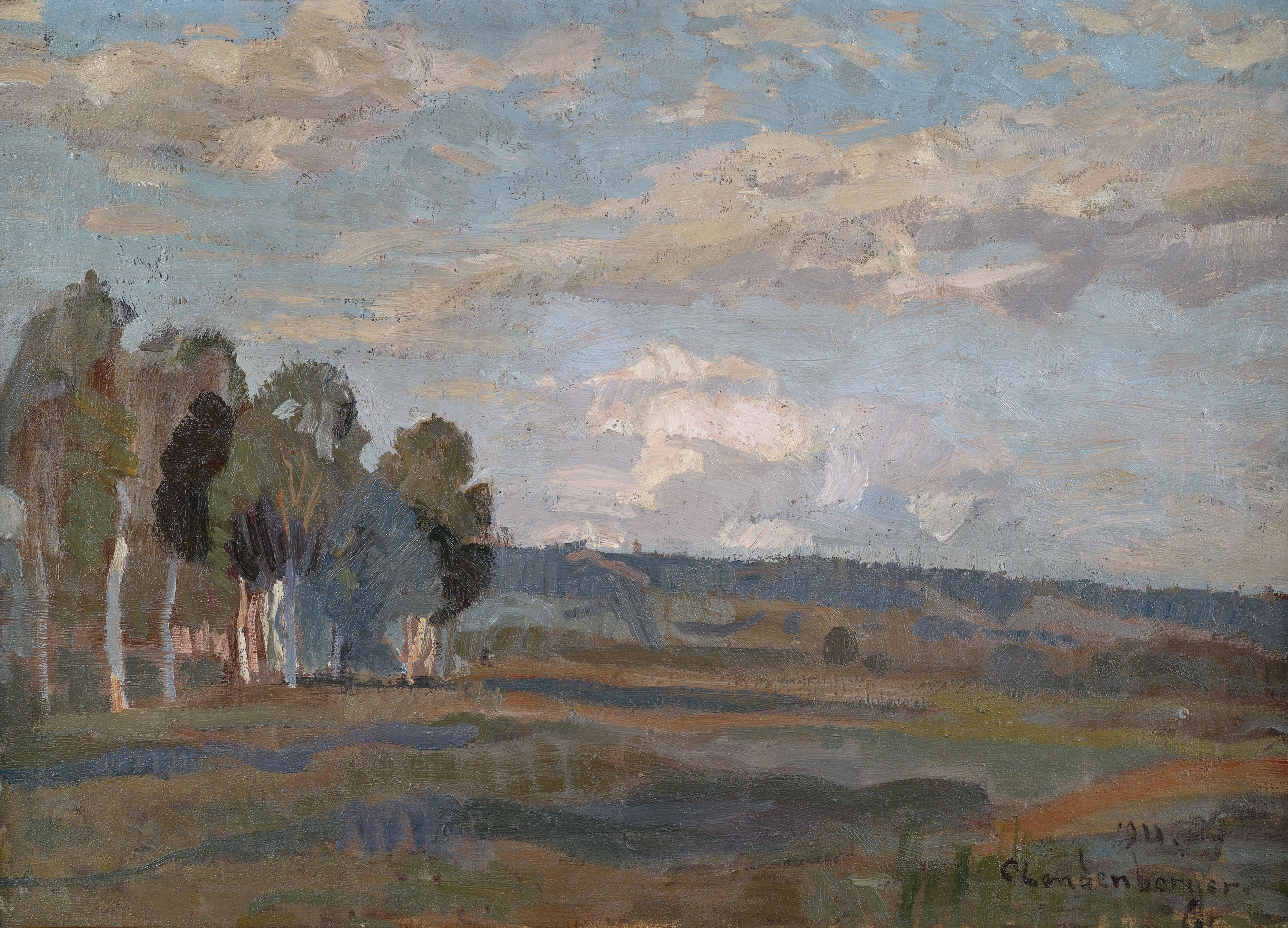
Large paysage d'été, 1911

Christian Adam Landenberger (né le 7 avril 1862 à Ebingen, aujourd'hui quartier d'Albstadt, mort le 13 février 1927 à Stuttgart) est un peintre impressionniste allemand.

## Biographie
Il est le deuxième des neuf enfants de Christian Adam Landenberger et d'Anna Maria Glunz. En 1879, il reçoit une formation artistique à l'école des beaux-arts de Stuttgart. De 1883 à 1887, il est étudiant à l'académie des beaux-arts de Munich qui privilégie la peinture en plein air. En 1890, il fait sa première exposition à l'Exposition Internationale d'Art de Munich puis expose régulièrement jusqu'en 1916. Deux ans plus tard, il est un membre fondateur de la Sécession de Munich. En 1895, il crée une école d'art privée, de 1899 à 1905, il est professeur de dessin pour les dames de l'Association des femmes artistes de Munich puis en 1905 à l'académie des beaux-arts de Stuttgart.

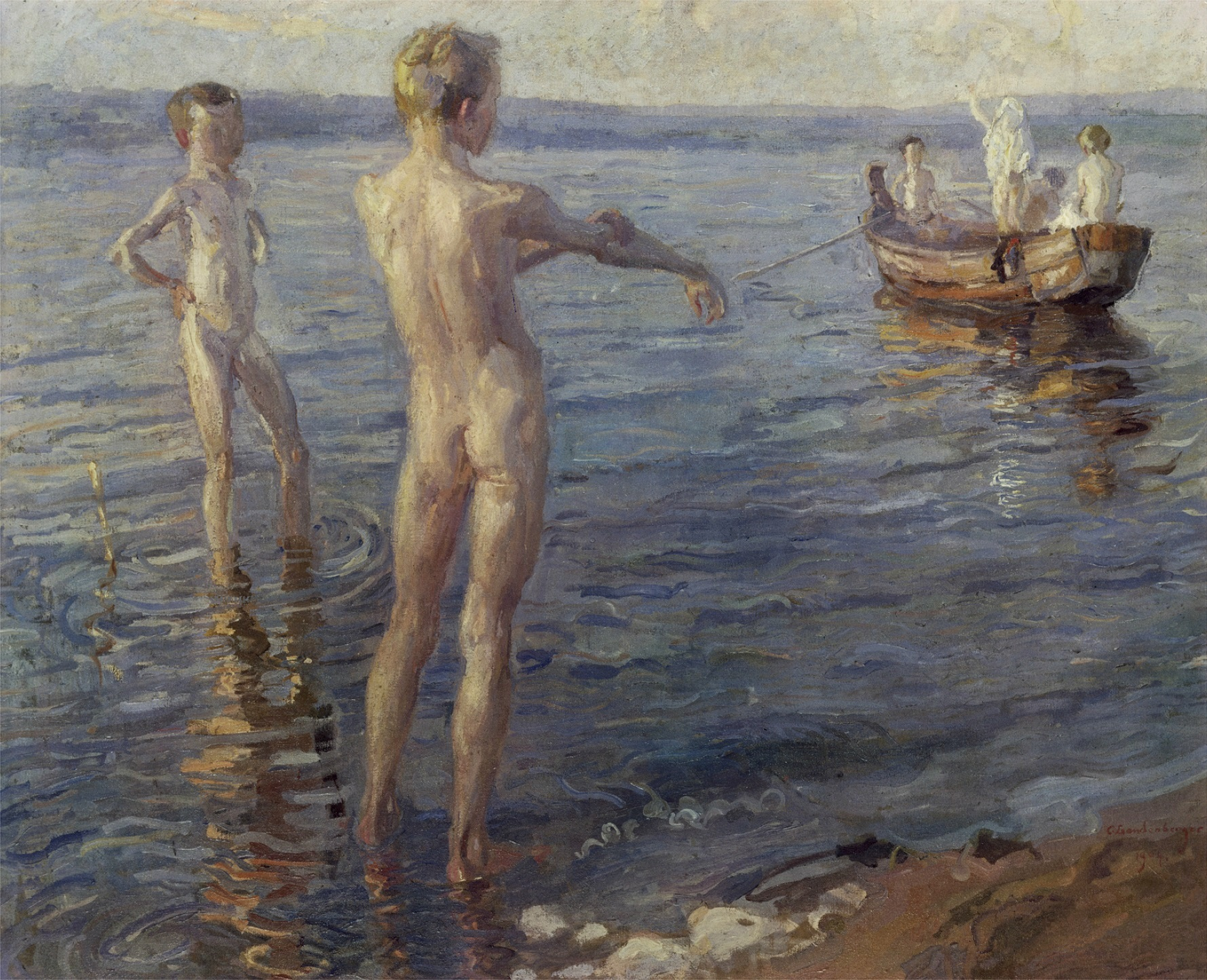
Garçons se baignant (ou Soir d'été au lac), 1904

## Style
Au début, Landenberger privilégie des études réalistes avec une palette sombre. Après 1890, ses tableaux ont plus de luminosité avec des couleurs claires et de larges coups de pinceau. Christian Landenberger est considéré comme un pionnier de la peinture allemande en plein air.

## Motifs
Landenberger peint entre autres dans la vallée du Danube en Allemagne (notamment aux alentours de Sigmaringen), la Forêt-Noire, le Jura souabe, le lac de Constance, le lac Ammer, la Norvège, l'île de Sylt et les côtes de la mer du Nord en Hollande. Outre des paysages et des motifs en plein air, il peint des natures mortes, des intérieurs, des sujets allégoriques et religieux. De 1893 à 1915, il traité du thème de "garçons baigneurs".

## Élèves (sélection)
- Wilhelm Geyer (de)
- Emmy Paungarten
- Hermann Stenner
- Oskar Schlemmer

## Source, notes et références
- (de) Cet article est partiellement ou en totalité issu de l’article de Wikipédia en allemand intitulé « Christian Landenberger » (voir la liste des auteurs).
- (de) Inga Gesche, « Landenberger, Christian », dans Neue Deutsche Biographie (NDB), vol. 13, Berlin, Duncker & Humblot, 1982, p. 496–497 (original numérisé).